# Klara & Jag
Klara & Jag var en svensk popduo som bestod av Klara Tuva Wörmann och Johanna Frostling. Duon släppte sin debutsingel ”Samma gamla nätter” 2017.
Gruppen har bland annat skrivit musik tillsammans med Gustaf Norén, Kristofer Östergren, Maria Andersson, Thomas Stenström och Olle Blomström. Under 2020 medverkade även Oscar Enestad på singeln Aska som släpptes i mars.
Duon släppte sitt debutalbum Det slutar inte här i september 2020 och hyllades av bland andra Jan Gradvall.
Duon upplöstes hösten 2023.

## Diskografi

### Singlar
- 2017 – ”Samma gamla nätter”
- 2018 – ”Fake It 'Til You Make it”
- 2018 – ”Sluta krångla (Jag vill hångla)”
- 2018 – ”Du & jag”
- 2018 – ”Poetic”
- 2019 – ”Måste jag dö?”
- 2019 – ”2.0”
- 2019 – ”Åh fan”
- 2020 – ”Calpe”
- 2020 – ”Aska”
- 2020 – ”Tame Impala”
- 2020 – ”Jag ska förstöra dig”
- 2020 – ”Vår tid nu”
- 2020 – ”Det slutar inte här”
- 2020 – ”Sordiner”
- 2022 – ”Nu grönskar det”
- 2022 – ”Uti vår hage”
- 2022 – ”Naken”
- 2022 – ”Amazon”

### EP
- 2018 – Storyn Of My Life
- 2022 – I stadens famn

### Album
- 2020 – Det slutar inte här